# Битолска железопътна гара
Железопътна гара „Битоля“ (на македонска литературна норма: Железничка станица „Битола“) е железопътна гара в град Битоля, Северна Македония.
Станцията се намира на трасето на отклонение Д от паневропейския коридор 10. Гарата в Битоля е изградена в края на XIX век като част от линията Битоля – Солун, която е трябвало да свърже тези 2 най-големи града в европейската част на Османската империя.
През 1911 г. с влак, от Солун през Воден, на гарата в Битоля пристига султан Мехмед V. По-късно е построена и линията към Прилеп и Велес. Линията към Солун е затворена за движение през 1984 година.
За 2010 година Битолската гара обслужва 81 000 пътници.

## Исторически снимки
- Гарата през Първата световна война
- Гаровата улица